# 卡緬內群島

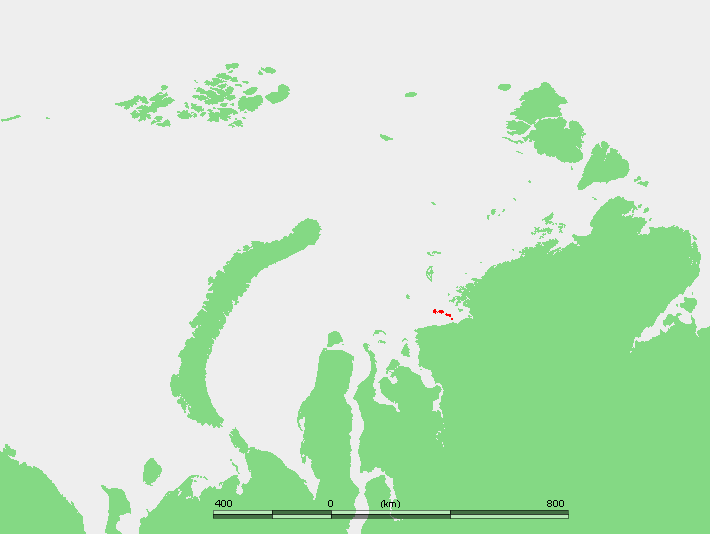

卡緬內群島是俄羅斯的群島，位於西伯利亞對開的卡拉海，由克拉斯諾亞爾斯克邊疆區負責管轄，由21個島嶼組成，最高點海拔高度159米。

## 外部連結
- http://worldmaps.web.infoseek.co.jp/russia_guide.htm（页面存档备份，存于）
- http://pubs.aina.ucalgary.ca/arctic/Arctic27-1-2.pdf（页面存档备份，存于）
- http://www.shparo.com/Toll/toll_biograf.htm （页面存档备份，存于）

74°07′N 82°48′E / 74.117°N 82.800°E